# Donnchad Donn
Donnchad Donn, död 944, var en irländsk monark. 
Han var Irlands högkung mellan 918 och 942. 
Han bedrev åtskilliga kampanjer mot vikingarna på Irland. 